# Дэвис, Хантер
Ха́нтер Дэ́вис (англ. Edward Hunter Davies; род. 7 января 1936, Джонстон, Ренфрушир, Шотландия) — британский писатель, журналист и радиоведущий. Он является автором многих книг, включая единственную авторизованную (то есть все изложенные в публикации факты подтверждены самими участниками событий) биографию группы The Beatles.

## Детство и юность
Дэвис родился в городке Джонстон, в области Ренфрушир, Шотландия, его родители — шотландцы. Когда ему было 4 года, семья переехала в город Дамфрис (на юге Шотландии) и они жили там, пока Дэвису не исполнилось 11 лет. Дэвис часто вспоминает героя своего детства, центр-форварда местной футбольной команды «Queen of the South» Билли Хоулистона (en:Billy Houliston).
Когда Дэвису был 11 лет, его семья переехала в город Карлайл, и он поступил в школу Creighton School. Дэвис жил в Карлайле до поступления в университет. В это время его отец, бывший бухгалтер британских ВВС, у которого развился рассеянный склероз, был вынужден уйти в отставку со службы по состоянию здоровья. Хантер Дэвис закончил шестой класс Carlisle Grammar School и был награждён местом в колледже Даремского университета для дальнейшей подготовки к диплому с отличием по истории, но после первого года обучения перешёл на общий курс искусств. Он развивал свои писательские способности, участвуя в издании университетской газеты Palatinate. После завершения курса обучения он остался в Дареме ещё на один год, чтобы получить диплом преподавателя.

## Карьера писателя и журналиста
После окончания университета Дэвис работал как журналист. В 1965 году он написал роман Here We Go Round the Mulberry Bush, по которому быстро был снят одноимённый фильм (фильм был включен в программу Каннского кинофестиваля 1968 года, но не был показан, так как фестиваль был досрочно прерван из-за событий мая 1968 года во Франции). Дэвис выдвинул идею написать биографию The Beatles во время беседы с Полом Маккартни, когда Дэвис встречался с ним для обсуждения возможности создания Маккартни основной песни для фильма. Маккартни понравилась идея книги и он посоветовал Дэвису получить одобрение Брайана Эпстайна. Эпстайн дал согласие − и в результате авторизованная биография, названная просто The Beatles, была опубликована в 1968 году.
Джон Леннон отмечал в интервью журналу Rolling Stone в 1971 году, что он считал книгу «чушью» — но Леннон в это время вообще энергично развенчивал «миф о The Beatles» и всех, кто помогал создать его.
В 1972 году Дэвис написал книгу, по праву считающуюся одной из лучших когда-либо написанных книг о футболе, The Glory Game (рус. Игра до победы) — закулисный портрет футбольной команды «Тоттенхэм Хотспур». Дэвис также писал колонку о своей ежедневной жизни в журнале Punch под названием «Father’s Day» (рус. День отца) — изображая себя как «затравленного отца семейства». В 1974 году он был послан газетой Sunday Times посмотреть на работу общеобразовательной школы. Дэвис написал три статьи, а затем остался в школе Creighton School в районе en:Muswell Hill, Северный Лондон, теперь часть школы en:Fortismere School — наблюдать и учиться в течение года. В результате в 1976 году вышла в свет книга под названием Creighton Report (рус. Крайтонский отчет).
Дэвисом также написаны биография горовосходителя Альфреда Вэйнрайта и много работ о топографии и истории района Британии Озёрный край.
Из детской литературы им написаны серии рассказов «Ossie», «Flossie Teacake» и «Snotty Bumstead».
Как «литературный негр» Дэвис работал над автобиографиями футболистов Уэйна Руни, Пола Гаскойна и Дуайта Йорка. Опубликование биографии Уэйна Руни привело к иску о клевете, поданному Дэвидом Мойесом (англ. David Moyes), менеджером бывшего клуба Руни, «Эвертон». Дэвис также писал в качестве приглашенного литератора автобиографию политика Джона Прескотта, вышедшую в 2008 году под названием Prezza, My Story: Pulling no Punches.
Дэвис пишет футбольную колонку для журнала New Statesman, которая пишется в его фирменном юмористическом, «непочтительном» тоне. Сборник статей из этой колонки был выпущен в виде книги, The Fan (рус. Фанат), в 2005 году издательством Pomona Press. Дэвис пишет колонку «Confessions of a Collector» (рус. Исповеди коллекционера) для цветного еженедельника The Guardian. Он написал книгу о своих коллекциях под тем же названием.

## Футбольный болельщик
Хантер Дэвис неоднократно отмечал, что первой футбольной командой, которую он поддерживал, когда жил в Dumfries, была «Queen of the South F.C.».
Переехав в возрасте 11 лет в Carlisle, Дэвис вступил в члены клуба Английской Футбольной лиги (English Football League club) «Carlisle United F.C.». Он является вице-президентом «Carlisle United Supporters Club London Branch» Архивная копия от 15 апреля 2012 на Wayback Machine.
Долгое время проживая в Лондоне, Дэвис является также членом клуба болельщиков команды Английской премьер-лиги «Тоттенхэм Хотспур».
В международном футболе Хантер Дэвис болеет за сборную Шотландии.

## Личная жизнь
Дэвис был женат на писательнице Маргарет Форстер (en:Margaret Forster), которая скончалась в 2016; их дочь Кэтлин Дэвис (en:Caitlin Davies) также занимается литературным трудом. С 1963 года они живут в Хампстеде (англ. Hampstead), северном пригороде Лондона. У них также есть другой дом возле Лоувсвотер (en:Loweswater) в районе Озёрный край (англ. Lake District), куда они уезжают в летние месяцы.

## Избранная библиография
- Here we go, round the mulberry bush (1965)
- The Beatles, (1968)[15]
- The Beatles, (1978), McGraw-Hill. ISBN 0-07-015463-5
- The Beatles, (2nd Revised Edition, 1985), McGraw-Hill. ISBN 0-07-015526-7
- The Beatles, (Illustrated and Updated Edition, 2006), W. W. Norton & Company. ISBN 0393328864, ISBN 9780393328868
- The Creighton Report: A Year in the Life of a Comprehensive School, (1976), Hamish Hamilton. ISBN 0-241-89412-3
- Come On, Ossie! (1985) illustrator Malou Bonicos. Bodley Head Children’s Books: ISBN 0-370-30895-6
- Ossie Goes Supersonic (1986) illustrator Malou Bonicos. Bodley Head Children’s Books: ISBN 0-370-31007-1
- Ossie the Millionaire (1987) illustrator Malou Bonicos. Bodley Head Children’s Books: ISBN 0-370-31111-6
- Wainwright: The Biography (1995), Michael Joseph. ISBN 0-7181-3909-7
- A Walk Round The Lakes, (2000), Orion. ISBN 0-7528-3390-1
- The Quarrymen, (2001), Omnibus. ISBN 0-7119-8526-X
- Confessions of a Collector, (2009), Quercus. ISBN 978-1-84724-604-2

## Дополнительная библиография
- The Other Half
- The New London Spy (1966)
- The Rise and Fall of Jake Sullivan
- I Knew Daisy Smuten
- A Very Loving Couple
- Body Change
- A Walk Along the Wall
- George Stephenson
- William Wordsworth
- The Grades
- Father’s Day
- A Walk Along the Tracks
- Great Britain: A Celebration
- Flossie Teacake’s Fur Coat
- Snotty Bumstead Collection
- A Walk Around London’s Parks
- A Good Guide to the Lakes
- The Joy of Stamps
- Back in the U.S.S.R.
- Beatrix Potter’s Lakeland
- My Life in Football
- In Search of Columbus
- Striker
- Hunting People
- The Teller of Tales
- Living on the Lottery
- Born 1900: A Human History of the Twentieth Century — For Everyone Who Was There.[16]